# Livingston (Kalifornia)
Livingston város az USA Kalifornia államában, Merced megyében. Lakosainak száma 14 172 fő (2020. április 1.).

## Népesség
A település népességének változása:

| 2010 | 13 058 |
| 2020 | 14 172 |